# Die Kennedys
Die Kennedys ist eine kanadisch-US-amerikanische Fernseh-Miniserie in acht Teilen zu je 45 Minuten über die Familie Kennedy.
Die Hauptrollen spielen Greg Kinnear, Katie Holmes, Barry Pepper und Tom Wilkinson.

## Besetzung und Synchronisation
Die deutschsprachige Synchronisation wurde bei der Studio Hamburg Synchron nach Dialogbüchern und unter der Dialogregie von Jens Wawrczeck erstellt.
| Rolle                      | Rollenbeschreibung                                 | Darsteller           | Synchronsprecher |
| -------------------------- | -------------------------------------------------- | -------------------- | ---------------- |
| John F. Kennedy            | US-Präsident                                       | Greg Kinnear         | Bernd Vollbrecht |
| Jacqueline Kennedy Onassis | Gattin des Präsidenten                             | Katie Holmes         | Dascha Lehmann   |
| Joseph P. Kennedy          | Vater des Präsidenten                              | Tom Wilkinson        | Rainer Schmitt   |
| Rose Kennedy               | Mutter des Präsidenten                             | Diana Hardcastle     | Monika Barth     |
| Joseph P. Kennedy junior   | Älterer Bruder des Präsidenten                     | Gabriel Hogan        | Martin Lohmann   |
| Robert F. Kennedy          | Jüngerer Bruder des Präsidenten und Justizminister | Barry Pepper         | Samuel Weiss     |
| Ethel Kennedy              | Gattin des Justizministers                         | Kristin Booth        | Frauke Poolman   |
| Lyndon B. Johnson          | US-Vizepräsident                                   | Don Allison          | Eberhard Haar    |
| J. Edgar Hoover            | FBI-Chef                                           | Enrico Colantoni     | Stephan Benson   |
| Abraham Bolden             | Agent des Secret Service                           | Rothaford Gray       |                  |
| Frank Sinatra              | Sänger und Unterhaltungskünstler                   | Chris Diamantopoulos | Sascha Draeger   |
| Marilyn Monroe             | Sängerin und Filmschauspielerin                    | Charlotte Sullivan   |                  |
| Sam Giancana               | Mafioso                                            | Serge Houde          | Holger Mahlich   |

## Episodenliste
| Nr. | Deutscher Titel            | Originaltitel                                                | Erstausstrahlung USA | Deutschsprachige Erstausstrahlung (D) | Regie      | Drehbuch        |
| --- | -------------------------- | ------------------------------------------------------------ | -------------------- | ------------------------------------- | ---------- | --------------- |
| 1 | Der Patriarch              | A Father's Great Expectations                                | 3. Apr. 2011         | 26. Juli 2012                         | Jon Cassar | Stephen Kronish |
| Joseph P. Kennedy sr., 1938 US-Botschafter in London, versucht die USA aus dem Zweiten Weltkrieg herauszuhalten und unterstützt offen das Münchner Abkommen gegen den Widerstand des Präsidenten Franklin D. Roosevelt. Roosevelt verlangt 1940 Kennedys Rücktritt. Joes Sohn Jack dient im Krieg an Bord des PT-Schnellbootes 109, sein älterer Bruder Joseph P. Kennedy junior stirbt bei der Operation Aphrodite. Vater Joe sr. möchte, dass Jack dereinst Präsident wird. |                            |                                                              |                      |                                       |            |                 |
| 2 | Wahlkampf                  | Shared Victories, Private Struggles                          | 3. Apr. 2011         | 26. Juli 2012                         | Jon Cassar | Stephen Kronish |
| Unterstützt von seinem Vater wird Jack 1946 ins US-Repräsentantenhaus und 1952 in den United States Senate gewählt. Jack heiratet 1953 Jacqueline Bouvier, die von ihrer Mutter gewarnt worden war, dass Jack sie mit anderen Frauen betrügen würde. Jack gewinnt die US-Präsidentschaftswahl 1960. Die Beziehung zwischen Bobby und seinem Vater ist gespannt. Wegen Jacks wiederholter Untreue droht Jackie mit der Scheidung, doch Joe verspricht ihr eine Million Dollar, wenn sie bleibt. |                            |                                                              |                      |                                       |            |                 |
| 3 | Das Schweinebucht-Desaster | Failed Invasion, Failed Fidelity                             | 5. Apr. 2011         | 26. Juli 2012                         | Jon Cassar | Stephen Kronish |
| John F. Kennedy jr. wird geboren und Bobby lässt sich, dem Wunsch seines Vaters entsprechend, zum Justizminister ernennen. In dieser Funktion gerät er mit dem FBI-Chef J. Edgar Hoover aneinander. Jack erlebt die gescheiterte Invasion der Schweinebucht. Rose Kennedy fühlt mit Jackie, wie es ist, mit einem mächtigen Mann verheiratet zu sein. Hoover zeigt den Kennedy-Brüdern Fotos von Jacks Affäre mit Judith Campbell Exner, die Verbindungen zur Organisierten Kriminalität hat. |                            |                                                              |                      |                                       |            |                 |
| 4 | Organisiertes Verbrechen   | Broken Promises and Deadly Barriers                          | 6. Apr. 2011         | 2. Aug. 2012                          | Jon Cassar | Stephen Kronish |
| In Chicago lässt sich Vater Joe vor der Präsidentschaftswahl 1960 mit dem Mafia-Gangster Sam Giancana ein, um Jack die Illinois-Stimmen zu sichern. Im Weißen Haus erlebt der Präsident zunehmende Beschwerden durch seine Addison-Erkrankung und wendet sich an den Arzt Max Jacobson für Amphetamin-Spritzen. Jackie ringt um eine Balance zwischen ihrer Familie und ihrer Rolle als First Lady. Bobby rüstet zum Kampf gegen das organisierte Verbrechen. Die Regierung beobachtet sowjetische Truppenbewegungen an den Grenzen Ost-Berlins, die schließlich zur Abriegelung der Stadt führen. |                            |                                                              |                      |                                       |            |                 |
| 5 | Rassenunruhen              | Moral Issues and Inner Turmoil                               | 7. Apr. 2011         | 2. Aug. 2012                          | Jon Cassar | Stephen Kronish |
| Angesichts wachsender ethnischer Spannungen im Sommer 1961 wendet sich Jack hilfesuchend an seinen Vizepräsidenten Lyndon B. Johnson. Das Problem der Rassentrennung eskaliert, als James Meredith versucht, sich an der Weißen vorbehaltenen University of Mississippi einzuschreiben. Gouverneur Ross R. Barnett und der Ku Klux Klan heizen den Mob auf, woraufhin Jack die U.S. Marshals und dann die Nationalgarde einsetzt. Jackies Abhängigkeit von Amphetaminen nimmt zu. Joe erleidet einen schweren Schlaganfall.                                                                        |                            |                                                              |                      |                                       |            |                 |
| 6 | Die Kubakrise              | On the Brink of War                                          | 8. Apr. 2011         | 2. Aug. 2012                          | Jon Cassar | Stephen Kronish |
| Die Entdeckung sowjetischer Raketen-Basen auf Kuba und die darauf folgende Kubanische Raketenkrise führen Jack an seine Grenzen. Auch seine Ehe steht kurz vor dem Ende. |                            |                                                              |                      |                                       |            |                 |
| 7 | Das Attentat               | The Countdown to Tragedy                                     | 10. Apr. 2011        | 9. Aug. 2012                          | Jon Cassar | Stephen Kronish |
| Jack und Jackie verlieren ihren neugeborenen Sohn Patrick. Joe sieht live im Fernsehen, wie Jack vom Ex-Marine Lee Harvey Oswald erschossen wird. |                            |                                                              |                      |                                       |            |                 |
| 8 | Zeit der Trauer            | The Aftermath: A Family's Curse of Misfortune and Heartbreak | 10. Apr. 2011        | 9. Aug. 2012                          | Jon Cassar | Stephen Kronish |
| Jack Ruby erschießt Lee Harvey Oswald, ebenfalls live im Fernsehen. Jackie heiratet Aristoteles Onassis. 1968 wird Bobby von dem Jordanier Sirhan Sirhan ermordet. |                            |                                                              |                      |                                       |            |                 |

## Auszeichnungen
Der Kritiker der FAZ lobt: „Gutes Handwerk, beste Schauspieler“.
- Directors Guild of America Award for Outstanding Directing – Television Film 2012
- Emmy 2011 für Barry Pepper
- Gemini Awards 2011